# Congrès de l'Arche
Le Congrès de l'Arche est le 68e congrès ordinaire du Parti socialiste qui s'est tenu du 13 au 15 décembre 1991.

## Congrès
Ce congrès marque l'apaisement après le houleux Congrès de Rennes. Il prend acte de l'effondrement du communisme et des conséquences de la guerre du Golfe, et achève l'évolution doctrinale du PS depuis 1985. Cela se traduit par une modification de la déclaration de principes du parti.
Il s'agit d'un congrès extraordinaire, qui ne prévoit pas de renouvellement des organes dirigeants, et pas de vote sur des motions contradictoires. Les militants peuvent voter sur des "options", ainsi que sur des amendements présentés comme « alternatifs ».
Le texte présenté par le comité directeur obtient 81,36 % des voix.
Trois amendements sont largement adoptés : l'amendement n°1 « rôle et place de la technocratie dans notre système politique », présenté par André Bellon et Roger Quilliot (82,4 %), l'amendement n°3 « transformer le capitalisme » présenté par Gérard Fuchs, Claude Bartolone, Alain Bergounioux, Pierre Moscovici et Henri Weber (fabiusiens), qui obtient 82,1 % ; l'amendement n°4 "pour une stratégie industrielle au service du progrès social et de la citoyenneté dans les entreprises", présenté par Michel Debout et la commission nationale entreprise, qui obtient 87,8 % des voix.
D'autres amendements, au contraire, sont utilisés par certains courants plus ou moins critiques ou oppositionnels pour se compter :
- amendement n°2 « Pour la refondation », présentée par Jean-Pierre Chevènement, qui obtient 12,31 %
- amendement n°5 « Une VIe République pour le changement social », présenté par la Gauche socialiste (Julien Dray, Jean-Luc Mélenchon, Marie-Noëlle Lienemann) qui obtient 6,33 %

## Suites
Quelques semaines après le congrès, Pierre Mauroy quitte son poste et propose l'élection de Laurent Fabius au poste de premier secrétaire. Celui-ci est élu par le comité directeur à une très forte majorité (Socialisme et République et la Gauche socialiste s'étant abstenus).